# Sur l'eau (récit, 1888)
Pour les articles homonymes, voir Sur l'eau.

Sur l'eau est un récit de voyage écrit par Guy de Maupassant en 1888 .
Sur l’eau est le récit d’une croisière que fit l’auteur sur son yacht personnel le long de la Côte d'Azur et en particulier à Saint-Tropez. C’est une Côte d’Azur encore inviolée qui n’est encore qu’une destination pour tuberculeux et un lieu de rencontre de têtes couronnées. L’auteur alterne le récit de sa croisière avec celui d’excursions menées à terre (en particulier à la chartreuse de la Verne) et de longues digressions sur la société de son époque, l’Histoire… 
Sur l'eau est aussi le titre d'un conte fantastique de Maupassant, publié initialement en 1876 sous le titre En canot, et intégré en 1881, sous ce nouveau titre, dans le recueil qui contient La Maison Tellier.